# Вулиця Флауервейл
«Вулиця Флауервейл» (англ. Flowervale Street) — прийдешній американський науково-фантастичний фільм, написаний, спродюсований і зрежисований Девідом Робертом Мітчеллом. У головних ролях: Енн Гетевей, Юен Мак-Грегор, Мейзі Стелла та Крістіан Конвері.

## Синопсис
У 80-х роках сім'я починає помічати дивні події, що відбуваються в їхньому районі.

## Акторський склад
| Актор                | Роль |
| -------------------- | ---- |
| Енн Гетевей          |      |
| Юен Мак-Грегор       |      |
| Крістіан Конвері     |      |
| Мейзі Стелла         |      |
| Пі Джей Бірн         |      |
| Джордан Алекса Девіс |      |

## Виробництво

### Розробка
У березні 2023 року фільм без назви, режисером, сценаристом і співпродюсером якого був Девіда Роберт Мітчелл, перебував у стадії розробки, а Джей Джей Абрамс і Ханна Мінгелла були продюсерами від Bad Robot Production, а Метт Джексон для Jackson Pictures. На головну роль була обрана Енн Хетеуей.
У лютому до акторського складу фільму приєднався Юен Макгрегор, в березні — Мейзі Стелла та Крістіан Конвері. Наприкінці березня стала відома назва фільму — «Вулиця Флауервейл». У квітні Джордан Алекса Девіс і Пі Джей Бірн доповнили акторський склад.

### Зйомки
Зйомки розпочалися 22 березня 2024 року в Лондоні та Атланті і завершилися 4 червня.

## Випуск
Вихід у прокат в США заплановано на 13 березня 2026 року, раніше він був запланований на 16 травня 2025 року.